# Nice
Nice (Nizza på Provençal eller Niça på Niçois) er en fransk by placeret i det sydøstlige
hjørne af Frankrig. Den er landets femtestørste by og er en af Frankrigs mest besøgte byer (kun overgået af Paris), hvilket bl.a. skyldes det attraktive klima og dens beliggenhed ud til Middelhavet.
Man har kendt til menneskelig tilstedeværelse i området omkring Nice i omkring 400.000 år. Og mange forskellige folkeslag har i tidens løb sat deres præg på byen og området som helhed.
I dag fremstår Nice som en moderne storby med international lufthavn, flere færgeruter og togforbindelser samt en økonomi, der ikke alene bygger på turisme, men også på handel og uddannelse. Turismen er dog stadig en meget vigtig del af aktiviteten i Nice, hvor man finder det næsthøjeste antal hotelsenge i Frankrig.
På trods af byens størrelse og status som populært turistmål har indbyggerne formået at bevare deres identitet, bl.a. på grund af byens historie, der på flere punkter adskiller sig fra resten af Frankrigs. Men også byens fodboldhold "Ørnene", der er placeret i den franske 1. division. Samt på forskellige lokale traditioner, hvoraf nogle er gået hen og blevet turistattraktioner i sig selv. Deriblandt karnevalet i Nice, der tiltrækker tusindvis af mennesker hvert år.
Byen er hovedby i departementet Alpes-Maritimes i regionen Provence-Alpes-Côte d'Azur (PACA). Nice er også hovedby i kommunesamarbejdet Métropole Nice Côte d'Azur.
Blandt byens attraktioner er Promenade des Anglais med Hotel Negresco, Musée Palais Masséna, Chagall-museet, Matisse-museet samt Le Château med udsigt over Nice.
Der er mange fastboende danskere i Nice og omegn, der desuden rummer et dansk konsulat.
Som turist kan man tage en tur med Koglebanen, der går fra Gare de Nice CP til Digne-les-Bains.
Nice blev den 14. juli 2016 22.30 ramt af et terrorangreb på Promenade des Anglais nær Hotel Negresco. Folk var samlet for at se fyrværkeri for at fejre Frankrigs nationaldag, Bastilledagen.

## Geografi
Nice er placeret i bunden af Baie des Anges (Englebugten) mellem Middelhavet og de sydlige Alper, cirka 30 km fra den italienske grænse.

### Klima
Vejret i Nice er karakteriseret ved mange solskinstimer året rundt, varme, tørre somre og lune, fugtige vintre.
Et interessant fænomen, der gør sig gældende i forbindelse med temperaturmålinger i Nice, er at den officielle målestation er placeret i Nice lufthavn, der ligger ved Var-flodens udmunding (og dermed for "enden" af Vardalen). Dette gør, at temperaturen kan være adskillige grader lavere her end i selve byen. Påstanden mangler dog videnskabeligt belæg.
| Måned                           | Jan | Feb | Mar | Apr | Maj | Jun | Jul | Aug | Sep | Okt | Nov | Dec |                |
| ------------------------------- | --- | --- | --- | --- | --- | --- | --- | --- | --- | --- | --- | --- | -------------- |
| Minimumstemperatur (°C)         | 5   | 6   | 7   | 10  | 13  | 16  | 19  | 19  | 17  | 13  | 9   | 6   | 11,7 (GnSn/År) |
| Maksimumstemperatur (°C)        | 13  | 13  | 15  | 17  | 20  | 23  | 26  | 27  | 24  | 21  | 16  | 14  | 19,0 (GnSn/År) |
| Middeltemperatur (°C)           | 9   | 9   | 11  | 13  | 16  | 20  | 23  | 23  | 21  | 17  | 12  | 10  | 15,3 (GnSn/År) |
| Vandtemperatur (°C) (1931-1960) | 13  | 12  | 13  | 13  | 16  | 19  | 22  | 22  | 21  | 18  | 16  | 14  | 17 (GnSn/År)   |
| Antal solskinstimer             | 150 | 152 | 202 | 227 | 270 | 296 | 340 | 307 | 239 | 205 | 156 | 151 | 2695 (Total)   |
| Nedbør (mm)                     | 83  | 76  | 71  | 62  | 49  | 37  | 16  | 31  | 54  | 108 | 104 | 78  | 769 (Total)    |
| Dage med nedbør >=0,1 mm        | 9   | 9   | 9   | 9   | 8   | 7   | 3   | 5   | 6   | 8   | 9   | 8   | 90 (Total)     |

Vejrrekorder
Højeste temperatur: 37,7 1. august 2006
Laveste temeperatur: -7,2 9.januar 1985
Mest nedbør: 191,4 mm 13.oktober 1973

## Historie

### De første bosættere
Ved Paillon flodens udmunding har man på fundstedet Terra Amata fundet spor efter brug af ild og konstruktion af hytter af de første bosættere i område ved Nice for ca. 400.000 år siden. Spor, som man tilskriver fortidsmennesket Homo Heidelbergensis. Et andet fundsted lidt længere mod vest, Lazarettegrotten, indikerer menneskelig tilstedeværelse for 160.000 år siden.
Senere i 11. århundrede f.Kr. begynder andre at trække til området, såsom keltere, der trækker ned igennem Rhône-dalen og ligurere fra det østlige Italien. Der må dog have været andre mennesker i området, idet ligurerne og kelterne har bygget små borge i området som værn mod røvere. Det er spor af disse borge, der har dokumenteret deres tilstedeværelse.

### Romerne
Grækere fra Fokaia, havde i 600 f.Kr. grundlagt Marseille. Omkring 550 f.Kr. anlagde de en mindre handelsstation i Nice. Imidlertid havde de så store problemer med røverbander i området, at de i 154 f.Kr. bad romerne om hjælp til at komme dette uvæsen til livs. Romerne indvilgede i at bistå grækerne, men endte med helt at fortrænge disse fra området. Romerne anlagde lidt nord for kysten en militærpost, som de kaldte Cemenelum, som var beliggende på romervejen Via Julia på ruten mellem Rom og den iberiske halvø. Militærposten udviklede sig efterhånder til en rigtig by med, hvad dertil hører i form af templer, thermer, arena og amfiteater. Byen indgår i dag i Nice-bydelen Cimiez.

### Middelalderen
Romernes indflydelse i området aftog omkring kristendommens indtog i samme. Herefter steg Nice's betydning, primært i kraft af dens havn, da købmændene i stigende grad foretrak at transportere deres varer ad søvejen, idet det var sikrere end landtransport. Helt sikkert var det dog ikke, idet sørøvere stadig var en trussel på Middelhavet.
I land raserer saksere byen i 537. Og røverbander er stadig med til at gøre livet usikkert. Dette beslutter greverne af Provence imidlertid at tage hånd om i 983. Og efterhånden får de styr på problemet. Og byen oplever en relativt fredelig periode, hvilket kan ses af, at stedet efterhånden udvikler sig til en rigtig by og bl.a. bliver hovedsæde for et bispedømme. I 1100-tallet begynder man at tale om en egen nicoisk identitet, og kulturen trives i byen.

### Under Savoyardisk styre
Nice har igennem hele middelalderen været en del af grevskabet Provence. Imidlertid sker der det henimod slutningen af 1300-tallet, at grevskabet forfalder på grund af dårligt styre. En lokal adelsmand, Jean Grimaldi baron af Beuil, får overbevist resten af byens befolkning om, at det klogeste vil være at stille sig under beskyttelse af hertugen af Savoyen. Og den 27. september 1388 underskrives derfor en traktat, der gør Nice til en del af hertugdømmet.
Beslutningen medfører dog desværre ikke fredelige tider for byen, da Nice stadig ligger strategisk vigtigt. Og nu er savoyardisk forpost mod Frankrig. Dette er hertugerne af Savoyen udmærket klar over, og de beslutter sig for at flytte den del af byen, der ligger på borghøjen, ned for foden af denne og befæste selve borghøjen. De sidste rester af byen, rådhuset og katedralen, bliver flyttet i 1539.
Konstruktionen af et citadel i byen er med til at tydeliggøre Nice's status og i 1526, får området titel af Grevskabet Nice. At byen har fået en borg, beskytter den ikke mod at blive involveret i krigshandlinger i de følgende århundreder. Gnidningerne mellem de europæiske konger og kejsere om herredømmet over Europas forskellige områder kommer også til at påvirke Nice. Særligt de franske kongers ambitioner i Italien er med til at gøre, at byen ser sin del af fremmede tropper, da byen jo ligger på den vigtige vej fra Frankrig og Spanien til Italien. Citadellet modstår alle belejringsforsøg og bombardementer. Det samme kan desværre ikke siges om byen for dets fod, der gentagne gange bliver ødelagt og genopbygget. Bl.a. i 1543, hvor byen bliver belejret af en tyrkisk flåde, der er allieret med den franske konge Frans. Under belejringen lykkes det byens indbyggere at slå et fjendtligt angreb tilbage fra dets mure. Og det er under denne heroiske indsats, at legenden om Catherine Ségurane opstår. Under en belejring af byen i 1691 lykkes det franskmændene ved et heldigt skud at ødelægge store dele af citadellet. Og for første gang i dets historie må kommandanten nedlægge våbnene. I 1706 er den gal igen. Franskmændene indtager byen, og på anbefaling fra den franske, militære ingeniør Vauban, bliver citadellet og bastionerne omkring byen fjernet fuldstændigt.

### Tilbage til Frankrig
Efter udbruddet af den franske revolution i 1789 og de øvrige europæiske kongehuses forsøg på at støtte den afsatte franske konge, står det nye Frankrig overfor udsigten til at blive invaderet. Dette gør, at det unge styre sender tropper til Frankrigs forskellige grænser, deriblandt også grænsen ved Nice. Egentlig for at beskytte Antibes, men efterfølgende også for at forsøge at erobre Savoyen, som siden 1720 har heddet Kongeriget Piemonte-Sardinien. Tilstedeværelsen af denne hær gør den sardiske civil- og militæradministration så utryg, at de fleste flygter fra byen og dermed lægger den fuldstændigt åben for de franske tropper. Byen bliver indtaget den 29. september 1792. Denne gang gør franskmændene mere ud af det og skaber ved at sammenlægge grevskabet Nice med hertugdømmet Monaco det franske departement Alpes-Maritimes. Den massive franske tilstedeværelse gør, at der i perioden bliver udgivet flere bøger på det lokale sprog niçois som modvægt til det, indbyggerne ser som en fjendtlig besættelse. Den franske anneksion varer dog heller ikke ved, idet Nice på Wienerkongressen i 1815 atter er kommet på Piemonte-Sardinien's hænder.
I 1858 lykkes det langt om længe Frankrig at indgå en aftale med Piemonte-Sardinien om at overtage grevskabet Nice, Dette sker på et møde i den 20. juli i Plombières-les-Bains. Aftalen møder stor modstand hos indbyggerne i Nice, der beder om enten at få lov til at forblive under sardisk styre eller få lov til at grundlægge en neutral stat. Anmodningerne blive dog afvist, og den 31. marts 1860 forlader de sardiske tropper byen efter næsten 500 års tilstedeværelse for at blive afløst af franske tropper dagen efter. Som et plaster på såret over for de utilfredse borgere i Nice har den sardiske konge ved overdragelsen lovet indbyggerne en demokratisk afstemning om byens fremtidige tilhørsforhold. Afstemningen finder sted den 15. april 1860. Afstemningsresultatet viser en helt uhørt stor tilslutning til byens nye tilhørsforhold, idet kun 0,6% af de afgivne stemmer var nej-stemmer.
Nu da Nice officielt var blevet en del af Frankrig, skulle området også i praksis tilknyttes resten af landet. Det besluttedes derfor at anlægge en jernbane, der skulle forbinde Nice med resten af Frankrig. Arbejdet skred hurtigt frem, og allerede i 1864 kunne det første tog rulle ind på Nice hovedbanegård.

### 20. århundrede
Med jernbanens indtog i byen blev Nice for alvor et turistmål for de mennesker, der havde råd til at opholde sig i sydens sol om vinteren. Omkring århundredskiftet skete der en markant opblomstring af turisterhvervet i byen, hvilket medførte, at man opførte flere store hoteller, kasinoer og en opera. Endvidere blev det nødvendigt at opføre flere nye beboelsesejendomme til at huse den arbejdskraft, der var nødvendig for at servicere de tilrejsende. Og sidst, men ikke mindst udvidede man byens infrastruktur ved dels at anlægge veje mellem Nice og de omkringliggende landsbyer og dels ved at anlægge sporvognslinier, der kan forbinde den centrale del af byen med de nye kvarterer. I 1902 oplever man, at den første flyvemaskine letter fra et stykke jord, ikke langt fra den nuværende lufthavns placering.
Denne nye optimistiske tid er det, man kalder "La Belle Epoque". Noget, som byen bærer præg af den dag i dag.
Selvom 1. verdenskrig hovedsageligt bliver udkæmpet på de flade sletter i Nordfrankrig og Belgien, er byen dog ikke uberørt af denne markante periode i Europas historie. 3.665 af byens indbyggere lader livet under konflikten, og turiststrømmen tørrer fuldstændigt ud, hvilket naturligvis er et hårdt slag for områdets økonomi. Efter 1.verdenskrigs afslutning sker der en opblomstring af turismen. Desværre rammes byen også af den omfattende finanskrise i slutningen af 1920'erne. Og omfattende offentlige arbejder iværksat af Jean Médecin, der i 1928 er blevet byens borgmester, kan ikke forhindre den omfattende økonomiske afmatning i byen.
Den 2. september 1939 erklærer Frankrig Tyskland krig og den 10. juni 1940 erklærer Italien Frankrig krig. 2.verdenskrig er i gang. Og i november 1942 rykker italienerne ind i Nice. Den italienske besættelse forløber ganske fredeligt, indtil tyskerne overtager i september 1943. Herefter forløber besættelsen anderledes hårdhændet. Der opføres betonbunkere langs kysten, og byen bliver udsat for allierede luftbombardementer. Det lykkes modstandsbevægelsen i Nice at befri byen den 28. august 1944.

## Demografi
| 1793    | 1800    | 1806    | 1821    | 1836    | 1846    | 1856    | 1861    | 1866    | 1872    |
| ------- | ------- | ------- | ------- | ------- | ------- | ------- | ------- | ------- | ------- |
| 24.117  | 18.475  | 19.783  | 25.231  | 33.811  | 39.000  | 44.091  | 48.273  | 50.180  | 52.377  |
| 1876    | 1881    | 1886    | 1891    | 1896    | 1906    | 1911    | 1921    | 1926    | 1931    |
| 53.397  | 66.279  | 77.478  | 88.273  | 93.760  | 134.232 | 142.940 | 155.839 | 184.441 | 219.549 |
| 1936    | 1946    | 1954    | 1962    | 1968    | 1975    | 1982    | 1990    | 1999    | 2006    |
| 241.916 | 211.165 | 244.360 | 292.958 | 322.442 | 344.481 | 337.085 | 342.439 | 342.738 | 347.900 |

## Urbanisme

### Grønne områder
Selvom der ikke findes store grønne områder i Nice, er der alligevel indtil flere større parker, hvor det er muligt at få en bid frisk luft.
| Parker i Nice                               | Parker i Nice | Parker i Nice                                                                                          |
| Navn                                        | Areal (ha)    | Note                                                                                                   |
| ------------------------------------------- | ------------- | --- |
| Parc de la Colline du Château               | 19,3          | |
| Parc Naturel Départemental Estienne d’Orves | 14,6          | Opkaldt efter den franske officer og helt fra modstandskampen Honoré d'Estienne d'Orves                |
| Parc Phœnix                                 | 7,0           | Botanisk- og zoologisk have                                                                            |
| Parc des Tripodes                           | 5,5           | |
| Parc Docteur Jean Guillaud                  | 5,3           | Særligt hundelufterområde, opkaldt efter en lokal læge, der gjorde en stor indsats for folkesundheden. |
| Parc du Castel des Deux Rois                | 3,6           | Særligt hundelufterområde                                                                              |
| Parc de la Villa des Arènes de Cimiez       | 3,2           | |
| Parc du Jardin Botanique                    | 2,7           | |
| Parc de la Colline des Liserons             | 2,6           | |
| Parc Carol de Roumanie                      | 2,3           | Særligt hundelufterområde                                                                              |
| Parc de la Villa Paradiso                   | 1,6           | |
| Parc du Monastère de Cimiez                 | 1,5           | |
| Parc Général Lécuyer                        | 1,4           | Opkaldt efter den franske general Lécuyer                                                              |
| Parc Chambrun                               | 1,1           | Opkaldt efter grev Joseph Dominique Aldebert Pineton de Chambrun                                       |
| Parc Vigier                                 | 1,0           | |

## Administrativ opdeling

### Områder
For at imødekomme et behov for at løse byens problemer under inddragelse af befolkningen har man opdelt Nice i 8 områder, der hver har en form for lokalt selvstyre.
Ledelsen af områderne har ansvaret for at løse opgaver omkring:
- Renholdelse
- Vejvæsen
- Vedligeholdelse af grønne arealer og offentlige bygninger

Derudover er medarbejderne i byens politi også spredt ud i de enkelte områder.
De 8 områder er:
| Område            | Areal (km²) | Indbyggere | Kvarterer |
| ----------------- | ----------- | ---------- | --- |
| Plaine et Coteaux | 20,91       | 20.753     | Saint-Augustin, Les Moulins, Arénas, Saint-Isidore, Lingostière, Les Combes, Bellet, Saint Antoine                   |
| Collines Niçoises | 11,66       | 38.753     | Estienne d’Orves, Saint-Philippe, Grosso, Le Piol, Saint-Pierre de Féric, Saint-Pancrace                             |
| Trois Collines    | 6,69        | 34.158     | Cimiez, Rimiez, Gairaut                                                                                              |
| Rives du Paillon  | 4,94        | 32.788     | L’Ariane, La Lauvette, L’Abadie,Pasteur, Saint-Pons, Le Trident, Roquebillière, Saint-Charles, Bon-Voyage, Mont Gros |
| Est Littoral      | 7,31        | 54.239     | Port, Riquier, Mont-Boron, Diables-Bleus, Saint-Roch, Vinaigrier                                                     |
| Nord Centre Nice  | 3,35        | 48.898     | Las Planas, Saint-Sylvestre, Cessole, Gorbella, Borriglione, Saint-Maurice, Le Ray, Vallon des Fleurs                |
| Coeur de Ville    | 2,90        | 48.333     | Vieux-Nice, Carabacel, Médecin, Gambetta, Dubouchage, Libération, Malausséna, Joseph-Garnier                         |
| Ouest Littoral    | 11,91       | 65.703     | La Madeleine, Magnan, Californie, Fabron, Canta-Galet, Ventabrun, Carras, Ferber, La Lanterne                        |

### Kvarterer i Nice
Nice er derudover historisk set opdelt i 58 bykvarterer.
| - Saint-Augustin - Les Moulins - Arénas - Saint-Isidore - Lingostière - Les Combes - Bellet - Saint Antoine - Estienne d’Orves - Saint-Philippe | - Grosso - Le Piol - Saint-Pierre de Féric - Saint-Pancrace - Cimiez - Rimiez - Gairaut - L’Ariane - La Lauvette - L’Abadie | - Pasteur - Saint-Pons - Le Trident - Roquebillière - Saint-Charles - Bon-Voyage - Mont Gros - Port - Riquier - Mont-Boron | - Diables-Bleus - Saint-Roch - Vinaigrier - Las Planas - Saint-Sylvestre - Cessole - Gorbella - Borriglione - Saint-Maurice - Le Ray | - Vallon des Fleurs - Vieux-Nice - Carabacel - Médecin - Gambetta - Dubouchage - Libération - Malausséna - Joseph-Garnier - La Madeleine | - Magnan - Californie - Fabron - Canta-Galet - Ventabrun - Carras - Ferber - La Lanterne |

## Kultur

### Fester og begivenheder

#### Karneval
Karnevalet i Nice er årets store folkefest, der tiltrækker såvel indbyggere
som turister.
Man mener, at ordet karneval betyder "carne levare" (væk med kødet). Faktum
er imidlertid, at indbyggerne i Nice siden middelalderen har holdt
karnevalet som en storstilet fest, før de begyndte på 40 dages faste.

### Biografer
I byen findes der 7 biografer:
| Biografer i Nice         | Biografer i Nice       | Biografer i Nice | Biografer i Nice |
| Navn                     | Adresse                | Antal sale       | Antal pladser    |
| ------------------------ | ---------------------- | ---------------- | ---------------- |
| Cinéma Rialto            | 4, rue de Rivoli       | 5                | 740              |
| Cinéma Variétés          | 5, bd Victor-Hugo      | 7                | 1.123            |
| Pathé Nice - Massena     | 31, av. Jean-Medecin   | 7                | 1.365            |
| Pathé Nice - Le Paris    | 54, av. Jean-Medecin   | 5                | 1.233            |
| Mercury                  | 16, place Garibaldi    | 3                | 174              |
| Cinémathèque             | 3 espl. Kennedy        | 1                | 252              |
| Pathé Nice - Lingostière | 604, route de Grenoble | 10               | 2.776            |

### Opera
Nice' opera ((fransk) Opéra de Nice) er opført i 1882 af François Aune og blev i 1993 klassificeret som Monument Historique. Operaens nuværende navn fik den i 1902.
Operaen har et stort og varieret repertoire, der udover opera også omfatter ballet og klassiske koncerter, Orchestre Philharmonique de Nice er hjemmehørende i operaen.
Operaen er beliggende i rue Saint François de Paule i udkanten af den gamle bydel. Der er den lidt sjove detalje ved bygningen, at den side, der vender ud imod Promenade des Anglais, faktisk er bagsiden.

### Teatre
Der er 25 teatre i byen:
| Teatre i Nice                   | Teatre i Nice                | Teatre i Nice       |
| Navn                            | Adresse                      | Note                |
| ------------------------------- | ---------------------------- | ------------------- |
| Le Théâtre des Oiseaux          | 6 Rue de l'Abbaye            |                     |
| Théâtre Athéna                  | 21 Rue d'Alsace-Lorraine     |                     |
| La Comédie de Nice              | 12 Rue Auguste Gal           |                     |
| Théâtre Ségurane                | 8 Rue Scaliéro               |                     |
| Théâtre du Cours                | 5 Rue Poissonnerie           |                     |
| Théâtre de la Cité              | 3 Rue Paganini               | Børneteater         |
| TNN - Théâtre National de Nice  | Promenade des Arts           |                     |
| Le Bouff'Scène Théâtre          | 1 Rue Caissoti               | Cafe-teater         |
| Théâtre de la Semeuse           | Rue du Château               | Børneteater         |
| Théatre de la Traverse          | 2 Rue François Guissol       |                     |
| Le Bocal                        | 6 Rue Prince Maurice         | Koncertsal          |
| Théâtre de l'Atelier            | 18 Rue de la Barillerie      |                     |
| Théâtre de la Tour              | 63 Boulevard Gorbella        |                     |
| Théâtre de l'Eau Vive           | 19 Rue Delille               |                     |
| Théâtre de l'Eau Vive - Salle 2 | 10 Boulevard Carabacel       | Salle de spectacles |
| Théâtre de l'Hôtel Scribe       | 20 Avenue Georges Clémenceau |                     |
| Théâtre de l'Impasse            | Rue de la Tour               |                     |
| Théâtre du Chat Perché          | 22 Rue Benoît Bunico         | Koncertsal          |
| Théatre du Pois Chiche          | 2 Rue du Château             |                     |
| Théâtre du Port                 | 5 Place Ile de Beauté        | Børneteater         |
| Théâtre Francis Gag             | 4 Rue Saint Joseph           |                     |
| Théâtre le Teocali              | 16 Rue Benoit Bunico         | Cafe-teater         |
| Théâtre Le Village              | 51 Rue Clément Roassal       | Børneteater         |
| Théâtre Lino Ventura            | 168 Boulevard de l'Ariane    | Koncertsal          |
| Théatre Trimages                | 17 Avenue Alsace Lorraine    | Børneteater         |

### Museer
Der findes en stor del museer i Nice, der dækker mange forskellige sider af
menneskelig aktivitet. En ufuldstændig liste følger her:
| Museer i Nice                                           | Museer i Nice                                              | Museer i Nice |
| Navn                                                    | Dansk navn                                                 | Note |
| ------------------------------------------------------- | ---------------------------------------------------------- | --- |
| MuseAAV                                                 | Museet for aktuel virtuel kunst                            | Museum, galleri og udvekslingssted for kunst og kunstnere, med en permanent samling af omkring 150 stykker nutidskunst. Hovedvægten ligger på kunst der integrerer kunst og computere.                |
| Musée d'historie naturelle                              | Det naturhistoriske museum                                 | . |
| Musée d'art moderne et d'art contemporain               | Museet for moderne- og nutidskunst                         | MAMAC i daglig tale |
| Musée de la cuuriosité et de l'insolite                 | Museet for kuriositeter og det uventede                    | . |
| Musée de paleontologie humaine de Terra Amata           | Terra Amata museet for menneskelige palæontolgi            | Museet viser udgravningerne, der dokumenterer den menneskelige tilstedeværelse i Nice for 60 mio år siden.                                                                                            |
| Musée departemental des arts asiatiques                 | Museet for asiatisk kunst                                  | Museet ligger i en bygning tegnet af den japanske arkitekt Kenzo Tange og indeholder en større samlig effekter fra forskellige dele af Asien.                                                         |
| Musée des beaux arts Jules Cheret                       | Museet for de skønne kunster                               | Museet er opkaldt efter den franske maler Jules Chéret og indeholder en større samling af dennes malerier.                                                                                            |
| Musée et site archeologique de Nice-Cemenelum           | Museum og arkæologisk udgravning Nice-Cemenelum            | Området indeholder dels selve den arkæologiske udgravning af den romerske by Cemenelum og dels et museum, der udstiller de fundne effekter og fortæller historien om denne periode af byens historie. |
| Musée Franciscain                                       | Fransiskanermuseet                                         | Museet fortæller historien om franciskanerordenens liv i Nice. Museet er placeret i et kloster fra det 17. århundrede.                                                                                |
| Musée international d'art naïf Aanatole Jakovsky        | Museet for naivistisk kunst                                | Opkaldt efter den rumænske kunstkritiker Anatole Jakovsky. |
| Musée Massena                                           |                                                            | Museum for den regionale kunsthistorie. |
| Le palais Lascaris                                      | Lascaris palæet                                            | Er sammen med Musee Massena byens museum for regional kunsthistorie. |
| Musée Matisse                                           | Matisse museet                                             | Museet rummer diverse effekter der illustrerer Henri Matisse's liv og kunst. |
| Musée national Marc Chagall                             | Det nationale Chagall museum                               | Museet indeholder en stor samling af den russiske maler Marc Chagall's kunst. |
| Prieure du vieux logis                                  |                                                            | Museet er en gammel oliemølle der er omdannet til en Villa i 30'ernes neo-provencalske stil. Villaen indeholder diverse franske kunst og møbel effekter fra 1400-tallet til 1600-tallet.              |
| Ecole et centre national d'art contemporain Villa Arson | Det nationale center og skole for samtidskunst Villa Arson | Museet ligger i en villa, der er opkaldt efter en rig købmand fra Avignon som ejede villaen. Den indeholder et museum for samtidskunst, et bibliotek og et kunstner hjem.                             |
| Musée de la Résistance Azuréenne                        | Museet for modstandskampen på Côte d'Azur                  | Museet belyser den franske modstandsbevægelses frihedskamp under 2. verdenskrig. |

## Transport

### Kollektiv trafik
Den kollektive trafik i Nice er godt udbygget, dels med et tæt net af 75 buslinier og dels med sporvognen, der med sin linieføring fra Las Planas i nord via Place Massena til Pont Michel i nordøst dækker byen godt.

### Flytrafik
Nice lufthavn Nice-Cote d'Azur er Frankrigs tredje meste travle lufthavn efter Charles de Gaulle og Paris-Orly, med 9.830.987 passagerer i 2009.

### Tog
I Nice findes der fem togstationer, der med linjer forbinder byen med omverdenen i alle retninger.
| Navn                | Operatør |
| ------------------- | -------- |
| Nice-Ville          | SNCF     |
| Nice-Saint-Roch     | SNCF     |
| Nice-Saint-Augustin | SNCF     |
| Nice-Riquier        | SNCF     |
| Nice CP             | CFP      |

### Cyklisme
I de sidste 50 år har Nice udviklet sig på bilernes præmisser og derved forstærket ubehaget ved bl.a. forurening, støj, den
overfyldte by/manglen på plads og skaderne på miljøet. De overfyldte primærruter i byen, giver ofte problemer for trafikken, som man har svært ved, at finde løsninger på. For at komme problemerne til livs, har man etableret en sporvogn/letbane, hvilket har afhjulpet en del af problemerne. Imidlertid har det tillige været nødvendigt, at se på tilsutningstrafikken til sporvognen og man har i den forbindelse etableret flere større parkeringsanlæg i tilslutning til sporvognsstop. Imidlertid har man fra politisk hold indset, at en alternativ måde til, at løse nogle af problemerne kunne være at øge indbyggernes brug af cyklen som transportmiddel, idet man har erkendt, at cyklen er en moderne transportform, som er fordelagtig på flere områder:
- man kan hurtigt forflytte sig indenfor et byområde
- den er økonomisk
- man får fysisk aktivitet i frisk luft
- man viser hensyn til miljøet idet den forurener mindre.

Derfor har man besluttet, at gøre en indsats for at fremme brugen af cykler i byen, dette kommer imidlertid til at kræve en indsats på flere områder. Det mest relevante område at starte på vil være antallet af cykelstier, hvor man har måttet konstatere, at byen ligger langt bagefter sammenlignelige byer. I dag er der omkring 30 kilometer cykelbaner i byen. I byer som Rennes (med 200.000 indb) er der 180 km cykelsti, i Nantes (280.000 indb) er der 350 km cykelsti og i Strasbourg (270.000 indb) er der 400 km cykelsti. Man har derfor vedtaget en plan om, at udvide antallet af cykelstier fra 29 km til 125 km i 2013.
Planen skal udmøntes ved, at man opererer med cykelstier i 3 niveauer:
1. Hovedfærdselsårerne
2. De sekundære veje, der enten leder trafik hen til hovefærdselsårerne eller løber parralelt med disse og dermed aflaster dem
3. De tertiære veje, som er veje, hvor det af lokale hensyn, kan være relevant, at anlægge en cykelsti.

Derudover er det vigtigt at man får overbevist befolkningen om, at de skal bruge cyklen noget mere. I Nice har man målt en cyklist frekvens på bare 3,5%, hvilket er meget lavt sammenlignet med andre byer, i storbyer som Amsterdam og København men også mindre byer som Ferrare i norditalien og Lund i sydsverige, er den samme frekvens er målt til omkring 35%. Endelig må man sikre sig, at cykling som transportform bliver indskrevet i den relevante lovgivning.
Som det sidste punkt på denne relativt ambitiøse plan vil bycyklen "Vélo Bleu" også skulle indgå.

### Bycykel
I juli 2009 introducerede Nice sin version af bycyklen "le Vélo Bleu". Systemet omfatter 120 stationer med 1.200 cykler. Og denne har da også allerede vist sig at være en succes 

### Bil
Motorvejen A8 kører langs med Nice og da den er tilsluttet det franske motorvejsnet udgør den den nemmeste adgang til byen, for bilister.

### Delebiler
Siden 2011 har der i Nice været et system med elektriske delebiler, de såkaldte Auto Bleue, hvor det er muligt, at leje en
elektrisk bil på timebasis. I opstartsfasen findes der 16 ladestationer i byen og den nærmeste omegn, men når systemet er fuldt udbygget er det meningen, at der skal være 70 stationer fordelt over hele Nice' bykonglomerat.

## Kendte personer fra Nice
En udvalgt liste over personer med tilknytning til Nice:
- Louis Nucéra, Manuskriptforfatter. Født 17. juli 1928 i Nice
- Max Gallo, Historiker, romanforfatter, essayist og politiker. Født 7. januar 1932 i Nice
- Claude de Givray, Instruktør og Manuskriptforfatter. Født 7. april 1933 i Nice.
- Rose, Singer-songwriter. Født 24. maj 1978 i Nice
- Bensé, Singer-songwriter. Født 18. april 1980 i Nice
- Jenifer, Sangerinde. Født 15. november 1982 i Nice
- Camille Muffat, Svømmer. (1989-2015) født i Nice

## Uddannelse
- École pour l'informatique et les nouvelles technologies
- EDHEC Business School
- ISEFAC Bachelor

## Venskabsbyer
| Land              | By               | Siden år |
| ----------------- | ---------------- | -------- |
| Italien           | Cuneo            | 1964     |
| Skotland          | Edinburgh        | 1957     |
| Polen             | Gdansk           | 1999     |
| Kina              | Hangzhou         | 1998     |
| Canada            | Laval            | 2000     |
| Tyskland          | Nürnberg         | 1954     |
| Ungarn            | Szeged           | 1969     |
| Rusland           | Sankt Petersborg | 1997     |
| Grækenland        | Thessaloniki     | 1992     |
| Ukraine/Rusland   | Jalta            | 1960     |
| USA               | Nouvelle Orleans | 2003     |
| Armenien          | Jerevan          | 2007     |
| Fransk Polynesien | Papeete          | 2009     |

## Fodnoter
1. ↑  "source : meteomedia.fr Statistique de Nice". Arkiveret fra originalen 9. januar 2009. Hentet 20. april 2008.
2. ↑  "source : dmi.dk Teknisk Rapport No. 01-17" (PDF). Arkiveret fra originalen (PDF) 27. april 2013. Hentet 20. april 2008.
3. ↑  Nice – Notice Communale
4. ↑  "Hundelufter områder på nice.fr" (fransk). Arkiveret fra originalen 12. januar 2012. Hentet 20. september 2011.
5. ↑  "Parc Docteur Jean Guillaud på nice-tourism.com" (fransk). Hentet 2011-09-18.
6. ↑  "Artikel på NiceRendezVous" (fransk). Hentet 2011-09-18.
7. ↑  Accueil - Site de la ville de Nice
8. ↑  Accueil - Site de la ville de Nice
9. ↑  "Cinéma Rialto". Arkiveret fra originalen 9. marts 2012. Hentet 23. december 2010.
10. ↑  "Cinéma Variétés på AlloCiné". Arkiveret fra originalen 29. juli 2010. Hentet 23. december 2010.
11. ↑  Pathé Nice - Massena på AlloCiné
12. ↑  "Pathé Nice - Le Paris på AlloCiné". Arkiveret fra originalen 27. december 2010. Hentet 23. december 2010.
13. ↑  "Mercury på AlloCiné". Arkiveret fra originalen 8. november 2010. Hentet 23. december 2010.
14. ↑  "Cinémathèque de Nice". Arkiveret fra originalen 9. juli 2011. Hentet 23. december 2010.
15. ↑  "Pathé Nice - Lingostière på AlloCiné". Arkiveret fra originalen 14. august 2011. Hentet 23. december 2010.
16. ↑  Théâtre et spectacles Nice – Cityvox – Théâtre et spectacles
17. ↑  "Lignes d'azur: le Réseau de Transport de Nice Côte d'Azur – Accueil". Arkiveret fra originalen 6. marts 2009. Hentet 2. januar 2019.
18. ↑  "Le Tracé du Tramway de l'agglomération Nice Côte d'Azur". Arkiveret fra originalen 23. januar 2010. Hentet 13. maj 2009.
19. ↑  "Plan for cyklismens udbredelse i Nice" (PDF) (fransk).
20. ↑  "Nice lance son Vélo Bleu" (fransk). Arkiveret fra originalen 1. december 2009. Hentet 23. december 2010.
21. ↑  "Velo bleu hjemmeside" (fransk). Arkiveret fra originalen 30. september 2010. Hentet 23. december 2010.
22. ↑  "Artikel i [[Nice-Matin]]" (fransk). Arkiveret fra originalen 25. juli 2010. Hentet 21. september 2011. {{cite web}}: Konflikt mellem URL og wikilink (hjælp)
23. ↑  "Nices venskabsbyer" (fransk). Arkiveret fra originalen 29. oktober 2012. Hentet 12. oktober 2011.